# Christer Norrström
Bo Christer Norrström, född 5 juni 1948 i Karlskoga, är en svensk målare, tecknare och grafiker.
Norrström är som konstnär autodidakt men har gått en ABF kurs under Kjell Sundbergs ledning. Efter kursen skaffade han sig egna verktyg och började arbeta med trä och linoliumsnitt, Han använder ingen tryckpress utan gör avdrag i sin egen ateljé med en sked. Han upplagor är högst 50 exemplar av vart motiv, och han gör avdragen efterhand som de säljs så avtrycken av samma motiv kan variera. Separat har han ställt ut på Galleri Tre Trappor i Kristinehamn, Konsthallen i Säffle, Galleri Röda Boden i Karlskoga, Galleri Nord i Örebro och Kumla Kommuns utställningshall. Han har medverkat i Karlskogas konstförenings Vårsalong på Karlskoga konsthall, Länets konst på  Örebro läns museum, Unga Tecknare på Nationalmuseum, Värmlands konstförenings Höstsalong på Värmlands Museum, Konstfrämjandet i Örebro, Rackstadmuseet, Kristinehamns konstmuseum, Göteborgs Stadsbibliotek, Fredrikshavns Kunstmuseum i Danmark, Stockholm Art Fair i Sollentuna, Le salon des Nations Centre international d´Art Contemporain i Paris, Värmlands Nation i Uppsala, Fredrikstad Norge, Glasmuseet Rihimäki i Finland och den 8:e och 9:e Teckningstriennalen Svart på Vitt i Landskrona Konsthall.
Han har tilldelats Värmlands Konstförenings resestipendium 2003.
Bland hans offentliga uppdrag märks en väggmålning på Karlskoga lasarettet och Försäkringskassan i Karlskoga, Svenska Kyrkan i Karlskoga Bobbis Hamburgerrestauranger i Karlskoga och Kristinehamn.
Hans konst består av landskapsskildringar från 1970-talet på 1980-talet blev det en mer surrealistisk postkubistisk stil. Han har utfört illustrationen Rallaaos, Folket i Bild/Kulturfront och i antologin Diktbok.
Norrström är representerad vid Statens konstråd, Värmlands museum, Jordanow Polen, Karlskoga, Örebro, Årjäng, Kumla, Nora och Kristinehamns kommuner, Örebro läns landsting och Värmlands läns landsting.
Vid sidan av det egna skapandet har han skrivit konstrecensioner i Nerikes Allehanda och är intendent i Karlskoga konstförening